# Autobiografía de Irene
Autobiografía de Irene es un libro de cuentos de la escritora  argentina Silvina Ocampo. Fue publicado por Sur en el año 1948.
Con un lenguaje más elaborado que en su anterior libro Viaje olvidado, publicado once años antes, Ocampo reúne cinco relatos extensos, el que da nombre al libro, "Autobiografía de Irene" (ya publicado en la revista Sur, igual que "El impostor", ambos en 1944), "Epitafio romano", "La red" y "Fragmentos de un libro invisible" (los tres que se mantenían inéditos.
La narración es refinada y precisa para cinco relatos en los que están contenidos muchos de los temas recurrentes en la obra de la escritora: la magia, el doble, la crueldad, el contrapunto entre lo real y lo onírico.

## Contenido
"Epitafio romano": consta de tres momentos ubicados en orden cronológico. El primero: Claudio, un romano, se encuentra atormentado por los celos y no deja de pensar que Flavia, su mujer, es infiel. El segundo: Una amiga de Flavia le dice a Claudio que ella lo engaña. Defendiendo su honor, encierra a su mujer en una granja y simula su muerte. Dos años después, la lleva a ver su tumba y los epitafios que él escribió El tercero: tiene tres finales. En uno, Flavia le agradece que salvara su honor y el de sus hijos. En otro, Flavia sugiere que todo es un sueño. Claudio lo niega y Flavia le responde que ella ha muerto y él es el único que no lo cree. En el siguiente, Claudio, apasionado por su esposa, la lleva de regreso a su casa. Trata de justificar con explicaciones extrañas por qué sigue con vida. Nadie entiende lo que dice. Claudio termina sumergiéndose en la demencia. 
"La red": La narradora comienza a contar lo que su amiga muerta Kêng-Su le contó y le cede la palabra. Será Kêng-Su la que cuente cómo clavó con un alfiler a una mariposa y cómo su vida se transforma en un combate entre ella y el insecto. Kêng-Su, con el alfiler de oro, pretende abrir el cuerpo de la mariposa, pero ella consigue escapar y desaparecer.  A medida que Kêng-Su cuenta su historia, la primera narradora introduce breves comentarios que, de a poco, se prolongan hasta que recupera la narración. En el final, la narradora se desmaya agotada por el esfuerzo de salir del mar, donde se ahogó Kêng-Su. Al recuperarse, encuentra en la carpa el talismán que protegía de todos los males a Kêng-Su y le parece que, más que en la realidad, la conoció en un sueño.
"El impostor": Luis visita Los Cisnes, una estancia lúgubre, donde se encuentra con Armando, un muchacho de su misma edad, a la que le acreditan estar medio loco. Ellos se hacen amigos y comienza un juego de malentendidos, de hechos raros y resulta difícil saber cuál de los dos es el loco. 
"Autobiografía de Irene": Irene Andrade tiene veinticinco años y un don: ve el futuro. Puede predecir acontecimientos, pero no recuerda nada de su pasado. Tres meses antes de que ocurriera, supo que su padre iba a morir; desistió de casarse con su novio porque vio que moriría en forma prematura. Ella se pregunta si pudo haber hecho algo para salvarlos y se reprocha no haberlo intentado. Sabe que sus recuerdos regresaran cuando le llegue la muerte. Y el momento ha llegado. Irene narra sus recuerdos sabiendo que la muerte es inminente. Aparece una mujer igual a ella, su doble. ¿Qué ocurre con Irene? ¿Muere? ¿O permanece en un mundo fantasmagórico acompañada por su doble?
"Fragmentos de un libro invisible": el narrador, que se define a sí mismo como profeta, dice haber escrito dos libros invisibles. No usó otro instrumento que su mente y en su memoria lo imprimió. Es un libro que existe para él y para sus discípulos, que suelen citarlo de manera equivocada y el autor, al que le hace gracias esos errores, se los apropia y corrige el libro en base a ellos. El libro invisible es un libro que no está cosificado, no es un objeto, tiene existencia propia en su memoria.